# Maigret voit rouge
Maigret voit rouge is een Franse politiefilm in zwart-wit uit 1963 van Gilles Grangier.
De film is gebaseerd op de politieroman Maigret, Lognon et les gangsters (1952) van Georges Simenon, in het Nederlands vertaald als Maigret en de gangsters. De rol van commissaris Maigret wordt voor de derde en laatste maal vertolkt door Jean Gabin, die dat eerder al in Maigret tend un piège en Maigret et l'Affaire Saint-Fiacre deed.

## Verhaal
Commissaris Maigret krijgt in deze film te maken met Amerikaanse gangsters, die in Parijs een ondergedoken man die in Amerika getuige was van een moord, willen liquideren. Zijn assistent inspecteur Lognon komt erachter dat ze een bar als schuilplaats gebruikten, die uitgebaat wordt door een Amerikaan en met een Belgische barmeid, Lily. Lognon wordt ontvoerd en mishandeld door de gangsters. Maigret wordt echt kwaad wanneer hij nog wordt gedwarsboomd door agenten van de FBI, die de bedreigde getuige zelf willen houden.

## Rolverdeling
| Acteur            | Personage                 |
| ----------------- | ------------------------- |
| Jean Gabin        | commissaris Jules Maigret |
| Françoise Fabian  | Lily                      |
| Guy Decomble      | inspecteur Lognon         |
| Michel Constantin | Cicero, een Amerikaan     |
| Vittorio Sanipoli | Pozzo, de barhouder       |
| Paul Carpenter    | Harry McDonald, FBI-agent |
| Paul Frankeur     | commissaris Bonfils       |
| Paulette Dubost   | de hotelbazin             |
| Marcel Bozzuffi   | inspecteur Torrence       |